# Віллі Ресінґ
Віллі Ресінґ (нід. Willy Rösingh, 2 грудня 1900 — 5 червня 1976) — нідерландський академічний веслувальник.
Олімпійський чемпіон 1924 року в складі розпашної двійки без стернового.
Чемпіон Європи 1924 року в складі розпашної двійки зі стерновим, срібний призер 1923 року в складі розпашної четвірки зі стерновим.